# SIG Sauer P320
SIG Sauer P320 — модульный полуавтоматический пистолет производства американского филиала компании SIG Sauer Inc. Это дальнейшее развитие SIG Sauer P250, в котором используется УСМ ударникового типа. P320 может использовать патроны 9×19 мм Parabellum, .357 SIG, .40 S&W, .45 ACP и 10 мм Auto.
P320 под патрон 9×19 мм Parabellum был представлен на рынке США 15 января 2014 года, за ним последовала компактная модель под .45 ACP представленная на выставке SHOT Show в январе 2015 г. 19 января 2017 года было объявлено, что модифицированная версия SIG Sauer P320 выиграла конкурс модульной системы пистолета XM17 для армии США . Принят на вооружение под индексом M17, а компактная модель — M18.

## Особенности
P320 был спроектирован таким образом, чтобы его можно было использовать как и левой, так и правой рукой. Оснащен предохранителем с обеих сторон затвора и кнопкой сброса магазина, а все другие элементы управления спроектированы так, чтобы ими можно было управлять с любой стороны. Пистолет можно разобрать в полевых условиях без инструментов. Кроме того, оружие также можно разобрать не нажимая на спусковой крючок, что является дополнительной функцией безопасности, предотвращающей случайный выстрел из оружия. УСМ съемный, что позволяет заменить раму на другую.

## М17 и М18
Требования к новому пистолету армии США включали идею о том, что существующая модель пистолета будет предпочтительнее для запроса предложений модульной системы пистолет. SIG Sauer представила P320 с рядом модификаций на конкурс XM17 Modular Handgun System .
Модификации включают:
- 3,9-дюйма (99 мм) Длина ствола (Компактный)
- 4,7-дюйма (120 мм) Длина ствола (Полноразмерный)
- Предохранитель на обеих сторонах затвора
- Калибр 9×19mm (Возможна смена калибра на .357 SIG, .40 S&W и .45 ACP)
- Улучшенный спусковой крючок
- Пистолеты под 9×19 могут снаряжаться стандартными магазинами на 17 патронов и расширенными магазинами на 21 патрон[7].

19 января 2017 года было объявлено, что вариант SIG Sauer P320 MHS выиграл испытания модульной системы пистолета вооруженных сил США. P320 принят на вооружение под индексами M17 (полноразмерный) и M18 (компактный) . Хотя пистолет останется под патрон 9×19 мм Parabellum, а не под более крупный калибр, контракт позволяет службам закупать предлагаемые SIG Sauer патроны с цельнометаллической оболочкой XM1152 и боеприпасы XM1153 Special Purpose. Боеприпасы, выбранные для пистолета, представляют собой патрон Winchester с полым наконечником в оболочке.
В мае 2017 года армия объявила, что к концу года первым подразделением, которое получит M17, станет 101-я воздушно-десантная дивизия . В то же время остальные Вооруженные силы США заявили, что они также намерены приобрести этот пистолет, что сделает его стандартным оружием для всей армии США. Всего службы планируют закупить до 421 000 единиц оружия; 195 000 для армии, 130 000 для ВВС, 61 000 для ВМФ (только компактная версия XM18) и 35 000 для морской пехоты.
17 ноября 2017 года солдаты 101-й воздушно-десантной дивизии получили первые пистолеты XM17 и XM18, всего было доставлено более 2000 пистолетов. XM17 обладает лучшей точностью и эргономикой, а также лучшей кучностью, чем M9. Он также будет использоваться более широко и будет выдаваться командирам отделений и пожарным группам; в то время как спецназ будет вооружать всех своих членов пистолетом и винтовкой. Ранее младшим командирам в регулярных пехотных подразделениях запрещалось носить личное оружие, но политика была изменена, чтобы дать им больше выбора и возможностей в боевых ситуациях ближнего боя. Планируется, что все армейские подразделения заменят M9 на M17 в течение десятилетия.

## Надежность
Было обнаружено, что первоначальные серийные модели P320 имеют проблему «безопасности при падении», если оружие падает под определенным углом, что может привести к непроизвольному выстрелу. С тех пор SIG Sauer переоборудовала P320, чтобы сделать его безопасным при падении, и предлагает программу добровольного обновления для ранних моделей P320.
Помимо своих первоначальных проблем, P320 зарекомендовал себя как чрезвычайно надежный пистолет для гражданского, правоохранительного и военного использования. Многие полицейские управления в США и во всем мире начали выдавать своим офицерам P320.
Около 400 пистолетов P320 было закуплено для подразделения специального назначения Канадской объединенной оперативной группы 2 (JTF-2) в 2019 году, но они были отозваны после осечки, в результате которой во время тренировки был ранен солдат, а более ранние пистолеты P226 (также произведенные SIG Sauer) возвращены к службе. учения в ноябре 2020 года; JTF-2 был единственным канадским военным подразделением, использовавшим P320. В июне 2021 года техническое расследование показало, что осечка произошла из-за «частичного нажатия на спусковой крючок посторонним предметом в сочетании с одновременным движением затвора […], что затем позволило произвести выстрел, пока пистолет всё ещё находился в кобуре» и что использование кобуры, предназначенной для другого пистолета, было дополнительным фактором. Сам P320 был ни при чём, и не было никаких проблем с тем, как он был закуплен представителями министерства обороны Канады (поскольку были подняты вопросы о том, знали ли эти официальные лица о проблемах безопасности при падении). Однако пистолеты останутся на хранении до оценки безопасности третьей стороной. Оценка безопасности и другие разбирательства, связанные с осечками, были завершены к июню 2022 года, и к концу того же месяца было принято решение о восстановлении P320.

## Варианты
Модельный ряд X Series включает следующие модели:
- Cd .357 SIG. Полноразмерный затвор также подходит к модулю рукоятки размера для переноски, при этом никакая часть возвратной пружины не видна.
- Full Size — подходит для любой полноразмерной затворной рамы SIG P320 калибра 9 мм, .40 S&W и .357 SIG.

В январе 2019 года SIG Sauer анонсировала пистолет XCompact как новейшую модель в своей линейке X Series.
- Компактный размер. По состоянию на март 2020 года P320 XCompact доступен только в калибре 9 мм.[22]

Модель XCompact является самым маленькой моделью, которую SIG в настоящее время производит.
В мае 2022 года SIG Sauer анонсировала вариант P320 под 10mm Auto, получивший название P320 XTEN.

### XFive Legion
Выпущенный в конце июля/начале августа 2019 года XFIVE Legion считается флагманом платформы P320, который имеет дополнительный вес и функции. Рукоятка TXG содержит вольфрам, влитый непосредственно в полимер, вместе с прикрепляемым отсеком для магазина. В стандартную комплектацию входят алюминиевые подушки Henning group и скелетонизированный плоский спусковой крючок. Затвор имеет облегчающие прорези в верхней части, чтобы уменьшить вес и отдачу. Оптику можно установить после снятия целика. Вырез для оптики соответствует профилю Delta Point/Romeo 1 Pro и позволяет использовать несколько оптических элементов через переходные пластины. .

## Проблема с падениями
В конце июля 2017 года полицейское управление Далласа в Техасе приказало всему персоналу прекратить носить P320 до завершения расследования. Были опасения, что оружие может непроизвольно выстрелить, когда оно падает и задняя часть затвора ударяется о землю под углом 33 градуса. Считалось, что проблема связана с весом спускового крючка; некоторые спусковые крючки были достаточно тяжелыми, чтобы они продолжали двигаться по инерции после того, как пистолет ударился о землю. Интернет-издания, такие как TheTruthAboutGuns.com, провели независимые тесты, которые, по-видимому, подтвердили потенциальную вероятность выстрела (с вероятностью 40 процентов).
8 августа 2017 года SIG Sauer выпустила уведомление о том, что они модернизируют все P320 для решения данной проблемы. Модернизация описана на веб-сайте компании как: «альтернативная конструкция, которая уменьшает вес спускового крючка, шептала и бойка, а также добавляет механический разъединитель».

## Страны-эксплуатанты
- Австралия: принят на вооружение армии и ВВС Австралии в модификации P320 X-Carry под обозначением 9mm F9 Sidearm Weapon System. На выставке в 2024 году указывалось, что будет поставляться с наборами аксессуаров Sig ROMEO 2 и Sig FOXTROT 10.
- Боливия
- Бразилия
- Великобритания
- Дания: в 2019 году P320 X-Carry выбран основным пистолетом Вооружённых сил и национальной полиции Дании.
- Испания
- Мексика
- Норвегия
- Канада: P320 MHS принят на вооружение армии Канады под обозначением C22 Full Frame Modular Pistol.
- Коста Рика
- США: M17 MHS и M18 MHS приняты на вооружение в качестве основных пистолетов Вооружённых сил, Службы национальных парков и Таможенной полиции.
- Таиланд — в 2015 году 150 тыс. пистолетов были заказаны для полиции, в 2017 году первые пистолеты были доставлены в страну и начали поступать на вооружение полицейских подразделений[28]
- Франция
- Швейцария